# エセックスピアノ
エセックスピアノ (Essex Piano) は、スタインウェイ（Steinway & Sons）の第3ブランドである。スタインウェイやボストンよりも安い価格帯を求める顧客向けのピアノである。
設計はスタインウェイによるが、グランドピアノは韓国（Young Chang社）で、EGP-155シリーズは中国（Pearl River社）で製造されている。
日本では2007年4月より販売開始。

## 特徴
特にグランドピアノの構造に特徴があり、Steinway & Sonsの特徴である曲げ練りのアウターリムおよびインナーリム、放射状支柱とコレクターの後框および金属フレームとの結合、弦の張力が低いスケールデザイン、倍音を有効に利用するデュプレックススケール、ハンマーシャンクの固定方法、エルツ式のウイペンなどをもっている。アップライトピアノについては現時世界各国で製造されている他社のアップライトピアノと構造的に大きな違いは無い。
またデザイナーを起用し、さまざまなテーストのデザインのアップライトピアノ、グランドピアノのラインをもっており、低価格ながら種々の木目を持つ製品も多く用意している。
スタインウェイ・アンド・サンズの設計であるが、使用材料にコスト的制約があることは販売価格からも明白であり、ボストンピアノに次ぐ、スタインウェイ・アンド・サンズ第三のブランドとしてプロデュース側が位置付け、より一般層が購入しやすい価格設定で市場戦略を行っている。